# Тантра
Та́нтра (санскр. तन्त्र [tántra] букв. «ткацкий станок; основа ткани», перен. «основа, сущность; порядок, правило; учение, свод правил; способ, уловка») — общее обозначение эзотерических индийских традиций, представленных главным образом в буддизме, бон и индуизме, использующих особые тайные практики и инициации, которые ведут к освобождению и духовному развитию, и считающих данные методы наиболее эффективными. Тантра получила своё название от тантр или священных текстов. В европейских языках тантристские учения получили название тантризм.
Тантра возникла в начале н. э. в брахманизме и буддизме и распространилась в Индии, Непале, Бутане и особенно в Тибете. В XX веке неотантризм распространился в Америке, Европе и России.
Тантра — вид литературно-философского произведения, написанного в форме диалога Шивы и Шакти. Как эзотерическая традиция тантра предполагала достижение трансперсональных состояний (слияния с Ишварой — мировым духом, или мировым началом) посредством максимально полного, тотального проживания всех жизненных искусов. Небольшое внимание в тантре уделялось сексуальным практикам, вследствие чего в современном массовом сознании тантру ошибочно считают йогой секса. Сексуальные практики в тантре не были самоцелью и не были основными, а были лишь вспомогательным способом достижения парой или одним из партнёров экстатических состояний в некоторых школах. Сексуальный акт являет для них сакральное значение, являясь повторением космического акта первичной божественной пары Шивы-Шакти. В целом разнообразие тантрических практик велико, в одной лишь Виджняна бхайрава тантре описано более сотни, и лишь одна из них относится к сексуальной практике.

## Индийская тантра
В индуизме к тантре относят школы индуизма, практикующих особые, не связанные с брахманистским ритуалом обряды и считающие своими главными священными текстами тантры (собственно тантры, относящиеся к шактистским школам, агамы, относящиеся к школам как шиваизма, так и вишнуизма, и пураны — тексты главным образом вишнуитских групп).
Тантризму в индуизме присущи следующие особенности:
- большая доля представителей неарийских племён в составе школ;
- крайняя эзотеричность школ и проводимых в них обрядов;
- широкое использование методов йоги;
- несовместимость основных обрядов с брахманистским ритуалом и моральными нормами брахманов;
- особыми взаимоотношениями между гуру и учеником, и передачей знания посредством особого посвящения, Абхишеки.

Тантризм отличается от других индийских религиозных традиций совмещением аскетических практик с ритуальной практикой. Помимо йоги, в тантризме практикуются различные ритуалы, такие как подношение пищи или благовоний, связанные с тем или иным божеством индуистского пантеона. Вследствие интереса к телу как к сосуду вечного последователи тантризма увлекаются алхимией и различными способами продления жизни. Большую роль в тантризме играет мистическая физиология чакр. За основу принимается представление о тождестве микрокосма и макрокосма, человека и мироздания, поскольку всё возводится к единению двух начал — женского и мужского.
Тантризм есть закономерный итог развития толкования Вед в части культа и освобождения с его помощью. Йоги-тантристы считают своё вероучение универсальным знанием всех людей, из которого и черпают свою духовную силу остальные религии.

## Буддийская тантра
В тибетской и бонской терминологии тантра определяется как система практик для достижения истиной реализации и является традицией буддизма Ваджраяны (или тантрического буддизма), который включает в себя тибетский буддизм и восточноазиатскую школу Сингон.
Тантрическая практика в Тибете включает в себя шесть основных элементов:
1. созерцание изображения божества и затем — отождествление себя с ним;
2. использование при этом особых ритуальных жестов, обозначающих то или иное божество (эти жесты называются мудры, они пришли в Тибет из Индии);
3. чтение мантр;
4. выполнение особенных йогических упражнений, таких как известные 6 йог Наропы[10];
5. высшие медитативные практики «махамудру» и «дзогчен» для окончательного раскрытия природы Будды, для продвинутых адептов[11];
6. тибетскую медицину, которая базируется на тантрических текстах[12].

Буддийская тантра включает в себя четыре или шесть классов тантр, в зависимости от «старой» или «новой» школ переводов. Четыре класса тантр новой школы таковы:
1. тантра действия (Крия-тантра), предполагающая практику через ритуал;
2. тантра выполнения (Чарья-тантра), в которой ритуал и медитация признаются равнозначными;
3. йога-тантра, в основе которой лежит йогическая медитация;
4. тантра высшей йоги (Ануттара-йога-тантра), в практике которой основным является постижение недвойственности мироздания, единства женского и мужского начала, блаженства и пустоты, ясности и пустоты и т. д.

Важными символами в буддийской тантре являются ваджра и колокольчик. Колокольчик олицетворяет мудрость «праджню», пустотность мироздания, женское начало. Мужским символом служит ваджра (санскр. «алмаз» и «молния») — небольшой ритуальный жезл, олицетворяет метод «упайю», нерушимость просветленного состояния, истинности, вечности и нерушимости буддийского учения, а также искусного метода достижения реализации.

## Тантрический секс
Тантри́ческий секс — современная западная интерпретация тантры, «неотантра» практикуемая последователями нью-эйдж. Основана на отголосках знания о тайных тантрических практиках, предназначенных для продвинутых адептов некоторых тантрических систем. Основной смысл традиционной практики в завершающем этапе контроля над своими энергиями, посредством блаженства, которое может вызвать интимная близость партнёров. Ритуальный акт в тантрической литературе называют майтхуна (मैथुन maithuna).